# Jean-Pierre Cassel
Jean-Pierre Cassel (París, 27 de octubre de 1932-19 de abril de 2007) fue un actor francés de cine, teatro y televisión, guionista y bailarín.

## Datos biográficos

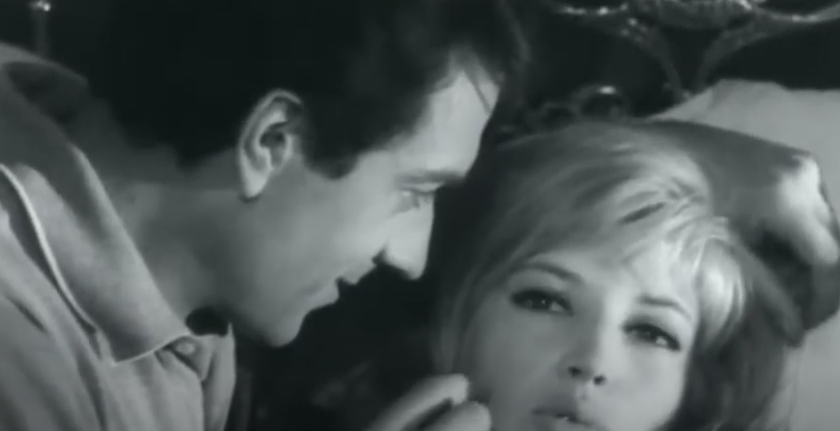
Screenshot del film Alta infedeltà, 1964

Nació el 27 de octubre de 1932 en París.
Tuvo tres hijos: Vincent, Cécile y Matthias. De ellos, los dos primeros se dedican también al mundo de la interpretación. Su primogénito Vincent estuvo casado con Monica Bellucci desde 1999 hasta el 2013.[cita requerida]
En 1956, Gene Kelly lo incorporó para su película, y fue ésa su primera incursión en el cine.
En teatro intervino, entre otras, en las obras Pieds nus dans le parc (1965), L'Avare (1966), Black Comedy (1968), Roméo et Juliette (1968) y La Collection (2000).
Murió el 19 de abril de 2007, tras una larga enfermedad. Poco antes, participó con un pequeño papel como sacerdote en la película La escafandra y la mariposa, de Julian Schnabel.